# Zarah Leander
Zarah Leander (nata Sara Stina Hedberg; Karlstad, 15 marzo 1907 – Danderyd, 23 giugno 1981) è stata una cantante e attrice svedese.

## Biografia
Rivelò precoci capacità nello studio del pianoforte e del violino e a sei anni si esibì per la prima volta su un palcoscenico. Dal 1922 al 1924 visse a Riga, apprese molto bene la lingua tedesca e lavorò da segretaria. Nel 1929 prese parte, come cantante dilettante, in una tournée allestita dall'importante produttore e intrattenitore Ernst Rolf, lanciando la canzone Vill sé né it stjärna, che per diversi anni fu il suo brano più richiesto.
Nel 1930 si esibì a Stoccolma, dove incise il suo primo disco, comprendente anche una canzone interpretata da Marlene Dietrich, e per la prima volta ebbe una piccola parte in un film; il successo le arrise tuttavia nel 1931, con l'interpretazione di Hanna Glavari nell'operetta di Franz Lehár La vedova allegra. Divorziata, intraprese una carriera di notevole successo, sia come cantante che come attrice, ricevendo anche offerte di lavoro da Hollywood, ma preferì continuare a lavorare in Europa.
Nel 1936, con la prima teatrale viennese di Axel an der Himmelstür, una parodia di Hollywood e anche di Marlene Dietrich, che aveva lasciato la Germania dopo l'avvento al potere di Adolf Hitler, ottenne il suo primo successo internazionale, replicato con il film austriaco Premiere, in cui recitava la parte di una cantante di successo. Firmato un contratto molto vantaggioso con l'UFA, fu molto apprezzata da Joseph Goebbels nel film Nemico della Germania, come negli altri dieci film che interpretò e nei quali venivano propagandati i consueti temi cari al regime. La Leander tuttavia, a differenza di altre attrici, ad esempio Olga Čechova, evitò di frequentare i gerarchi e le manifestazioni pubbliche del partito nazista. Nei film interpretò sempre lo stesso ruolo, che ella diceva essere proprio della sua personalità, di donna bella, indipendente, appassionata e fatale.
Nel 1942, nel pieno di una guerra sempre più tragica, interpretò con la sua tipica voce profonda da androgina i due maggiori successi della sua carriera di cantante, Davon geht die Welt nicht unter e Ich weiß, es wird einmal ein Wunder gescheh'n, due canzoni che, per il messaggio di speranza e di sopravvivenza contenuto, colpirono profondamente i tedeschi, ormai avviati alla disfatta, tanto da essere indicate ad esempio di una propaganda particolarmente efficace. A testimonianza del successo ottenuto in Germania come cantante la stessa Leander, nelle sue Memorie, sosteneva che i suoi maggiori introiti economici furono costituiti, più che dal pur principesco contratto cinematografico con la UFA, dai diritti percepiti con le sue canzoni.
Il suo ultimo film del periodo bellico, Damals, interpretato insieme con Rossano Brazzi, uscì in Germania il 3 marzo 1943. Dopo che la sua villa, nel berlinese sobborgo alla moda di Grunewald, fu distrutta da un bombardamento, respinse le sollecitazioni ad assumere la cittadinanza tedesca, ruppe il contratto con la UFA, e fece rientro in Svezia, stabilendosi a Lönö, non lontano da Stoccolma. L'opinione pubblica svedese, benché il paese si fosse mantenuto neutrale, non aveva mai nascosto le sue simpatie per gli Alleati e la Leander venne guardata inizialmente con diffidenza ma, poco a poco, ella riuscì a ottenere maggior considerazione dai suoi concittadini. Nel dopoguerra partecipò ancora ad alcuni film e si esibì in tournée in Germania e in Austria, senza tuttavia riguadagnare la popolarità della quale aveva goduto negli anni precedenti. Nel 1975 ricoprì il ruolo di Madame Armfeldt nella prima produzione austriaca del musical di Sondheim A Little Night Music, riproposto l'anno dopo a Stoccolma. 
Nel 2003, all'Opera di Värmland, teatro della città natale di Karlstad, dove Zarah iniziò la sua carriera, fu inaugurato a sua memoria un busto di bronzo. 

## Vita privata
Sposatasi con Nils Leander nel 1926, ebbe due figli, nati nel 1927 e nel 1929.

## Filmografia parziale

### Attrice
- Dantes Mysterier, regia di Paul Merzbach (1931)
- Falska Millionären, regia di André Berthomieu e Paul Merzbach 1931
- Äktenskapsleken, regia di Ragnar Hyltén-Cavallius (1935)
- Serata tragica (Premiere), regia di Géza von Bolváry (1937)
- La prigioniera di Sidney (Zu neuen Ufern), regia di Douglas Sirk (1937)
- Habanera (La Habanera), regia di Douglas Sirk (1937)
- Casa paterna (Heimat), regia di Carl Froelich (1938)
- Quattro ragazze coraggiose (Die vier Gesellen), regia di Carl Froelich (1938)
- La volpe azzurra (Der Blaufuchs), regia di Viktor Tourjansky (1938)
- Una inebriante notte di ballo (Es war eine rauschende Ballnacht), regia di Carl Froelich (1939)
- La canzone del deserto (Das Lied der Wüste), regia di Paul Martin (1939)
- Mona Lisa, regia di Carl Froelich (1939)
- Cuor di regina (Das Herz der Königin), regia di Carl Froelich (1940)
- Katharina I. von Russland, regia di Carl Froelich (1940)
- Per la sua felicità (Der Weg ins Freie), regia di Rolf Hansen (1941)
- Un grande amore (Die große Liebe), regia di Rolf Hansen (1942)
- L'accusata (Damals), regia di Rolf Hansen (1943)
- Tant que je vivrai, regia di Jacques de Baroncelli (1946)
- Gabriella (Gabriela), regia di Géza von Cziffra (1950)
- Cuba Cabana, regia di Fritz Peter Buch (1952)
- Ave Maria, regia di Alfred Braun (1954)
- Bei Dir war es immer so schön, regia di Hans Wolff (1954)
- Parodie und Prosa - Vor und hinter den Kulissen eines Varietés - film tv (1956)
- L'uomo ucciso due volte (Der Blaue Nachtfalter), regia di Wolfgang Schleif (1959)
- Das Blaue vom Himmel, regia di Wolfgang Schleif - film tv (1964)
- Come imparai ad amare le donne, regia di Luciano Salce (1966)

## Discografia
- Kinostar – Chanson (Kinostar, die Sehnsucht tausender Mädchen) (Ralph Benatzky/Hans Weigel) aus dem musikalischen Lustspiel Axel an der Himmelsleiter, 1936, Zarah Leander mit dem Ufa-Tonfilm-Orchester, Leitung: Lothar Brühne, O 4756 b
- Schlafe, mein Geliebter! (Theo Mackeben/H. F. Beckmann), 1936, Zarah Leander mit Orchester und Orgel, Odeon O-4624 b
- Du darfst mir nie mehr rote Rosen schenken! (Michael Jary/Bruno Balz), 1936, Zarah Leander mit Orchester, Leitung Michael Jary, Odeon Nr. O-4630 a
- Merci, mon ami, es war wunderschön ...! (Lied und Slowfox), (Musik: Peter von Fényes/Text: Hanns Schachner), 1937 aus ihrem ersten deutschsprachigen Kinofilm Premiere.
- Ich steh’ im Regen aus dem Tonfilm Zu neuen Ufern (Ralph Benatzky), 1937, Zarah Leander mit Ufa-Tonfilm-Orchester, Leitung: Lothar Brühne, Odeon Nr. O 4756 a
- Tiefe Sehnsucht aus dem Tonfilm Zu neuen Ufern (Ralf Benatzky), 1937, Zarah Leander mit Ufa-Tonfilm-Orchester, Leitung: Lothar Brühne, Odeon Nr. O-4755a
- Yes, Sir! aus dem Tonfilm Zu neuen Ufern (Ralf Benatzky), 1937, Zarah Leander mit Ufa-Tonfilm-Orchester, Leitung: Lothar Brühne, Odeon Nr. O-4755b
- Ich bin eine Stimme … (Peter Igelhoff), 1938, Zarah Leander mit Odeon-Künstler-Orchester, O-4794 b
- Der Wind hat mir ein Lied erzählt aus dem Tonfilm La Habanera (Lothar Brühne/Bruno Balz), 1937, Zarah Leander mit Ufa-Tonfilm-Orchester, Leitung: Lothar Brühne, Odeon Nr. O-4764a
- Du kannst es nicht wissen … aus dem Tonfilm La Habanera (Lothar Brühne/Detlef Sierck), 1937, Zarah Leander mit Ufa-Tonfilm-Orchester, Leitung: Lothar Brühne, Odeon Nr. O-4764b
- Du bist heut’ so anders (Peter Fenyes/Charlie Amberg), 1938, Zarah Leander mit dem Eugen Wolff Orchester, Odeon 4783b
- Eine Frau wird erst schön durch die Liebe aus dem Film Heimat (Theo Mackeben/Michael Gesell), 1938, Zarah Leander mit UFA-Tonfilm-Orchester, Dirigent: Theo Mackeben, Odeon Nr. O-4782a
- Drei Sterne sah ich scheinen aus dem Film Heimat (Theo Mackeben/Hans Brennert), 1938, Zahrah Leander mit dem Ufa-Tonfilm-Orchester, Dirigent: Theo Mackeben, Odeon Nr. O-4782b
- Bei mir bist du schön (Hans Raszat/Hans Fritz Beckmann), 1938, Zarah Leander mit Odeon-Künstler-Orchester, Dirigent: Werner Schmidt-Boelcke, Odeon
- Kann denn Liebe Sünde sein aus dem Film Der Blaufuchs, 1938, Zarah Leander mit Odeon-Künstler-Orchester, Dirigent: Lothar Brühne, Odeon
- Von der Puszta will ich träumen aus dem Tonfilm Der Blaufuchs (Lothar Brühne, Bruno Balz), 1938, Zarah Leander mit dem Ufa-Tonfilm-Orchester unter Leitung von Lothar Brühne, Odeon Nr. O-4612a
- Nur nicht aus Liebe weinen aus dem Tonfilm Es war eine rauschende Ballnacht, (Theo Mackeben/Hans Fritz Beckmann), 1939, Zarah Leander mit Balalaika-Orchester Boris Romanoff, Dirigent: Theo Mackeben, Odeon
- Er heißt Waldemar! (Michael Jary/Bruno Balz), 1940, Zarah Leander mit Orchester, Leitung: Michael Jary, Odeon Nr. O-4633a
- Wen ich liebe... (Michael Jary/Bruno Balz), 1940, Zarah Leander mit Orchester, Leitung: Michael Jary, Odeon Nr. O-4633b
- Die lustige Witwe – Potpourri – (Musik: Franz Lehár, Text: Victor Léon/Leo Stein), 1940, Dirigent: Otto Dobrindt, Chorleitung: Waldemar Favre, Gesang: Zarah Leander und Sven Olof Sandberg, Odeon
- Ich weiß, es wird einmal ein Wunder gescheh’n aus dem Film Die große Liebe (Michael Jary/Bruno Balz), 1942, Zarah Leander mit Ufa-Tonfilm-Orchester, Dirigent: Michael Jary, Odeon
- Davon geht die Welt nicht unter aus dem Film Die große Liebe (Michael Jary/Bruno Balz), 1942, Zarah Leander mit UFA-Tonfilm-Orchester, Dirigent: Michael Jary, Odeon
- Einen wie Dich könnt’ ich lieben und Jede Nacht ein neues Glück aus dem Film Damals, 1943, Zarah Leander mit Orchester, aufgenommen in Schweden, Musik: Lothar Brühne, Text: Bruno Balz, Dirigent: Einar Groth, Odeon 4645a+b
- Und wenn’s auch Sünde war aus dem Film Cuba Cabana 1952 (Heino Gaze/Bruno Balz)
- Ave Maria (Bach/Gounod) aus dem gleichnamigen Tonfilm (Regie: Alfred Braun), 1953, Zarah Leander (Kontra-Alt), Gloria
- Wo deine Wiege stand/Abenteuer sind am Abend teuer, Single von 1969, Trans-World-Records

## Operette e musical
- 1931 Franz Lehár, La vedova allegra
- 1936 Ralph Benatzky, Axel an der Himmelstür
- 1958 Ernst Nebhut e Peter Kreuder, Madame Scandaleuse
- 1960 Oscar Straus, Eine Frau, die weiß, was sie will
- 1964 Karl Farkas e Peter Kreuder, Lady aus Paris
- 1968 Peter Thomas, Ika Schafheitlin e Helmuth Gauer, Wodka für die Königin
- 1975 Stephen Sondheim e Hugh Wheeler, Das Lächeln einer Sommernacht

## Libri
- Es war so wunderbar. Mein Leben, Hamburg 1973 ISBN 3-455-04090-X